# Adrano
Adrano település Olaszországban, Szicília régióban, Catania megyében. Lakosainak száma 33 899 fő (2023. január 1.). Adrano Biancavilla, Bronte, Centuripe, Regalbuto, Sant’Alfio, Zafferana Etnea, Belpasso, Castiglione di Sicilia, Maletto, Nicolosi és Randazzo községekkel határos.

## Története
A települést I. Dionüsziosz alapította i.e. 400 körül Adranon (ógörögül: Ἀδρᾱνόν) néven. 
I.e. 344-ben Adrano mellett zajlott a csata Timoleon és a szirakuszai Hiketasz tábornok csapatai között. A várost i.e. 263-ban hódították meg a rómaiak, és civitas stipendiaria-nak nyilvánították.
Az 5. századi vandál inváziók során a várost rendszeresen kifosztották.
Anjou Károly uralma alatt a lakosság körülbelül 1000-ről körülbelül 300 lakosra csökkent.
A település nagy része elpusztult az 1693-as földrengésben.

## Népesség
A település népességének változása:
| Lakosok száma | 36 122 | 35 633 | 33 899 |
|               | 2015   | 2018   | 2023   |

## Közlekedés
A város vasútállomásai:
- Stazione di Adrano
- Stazione di Adrano Cappellone
- Stazione di Adrano Centro
- Stazione di Adrano Nord

## Képek

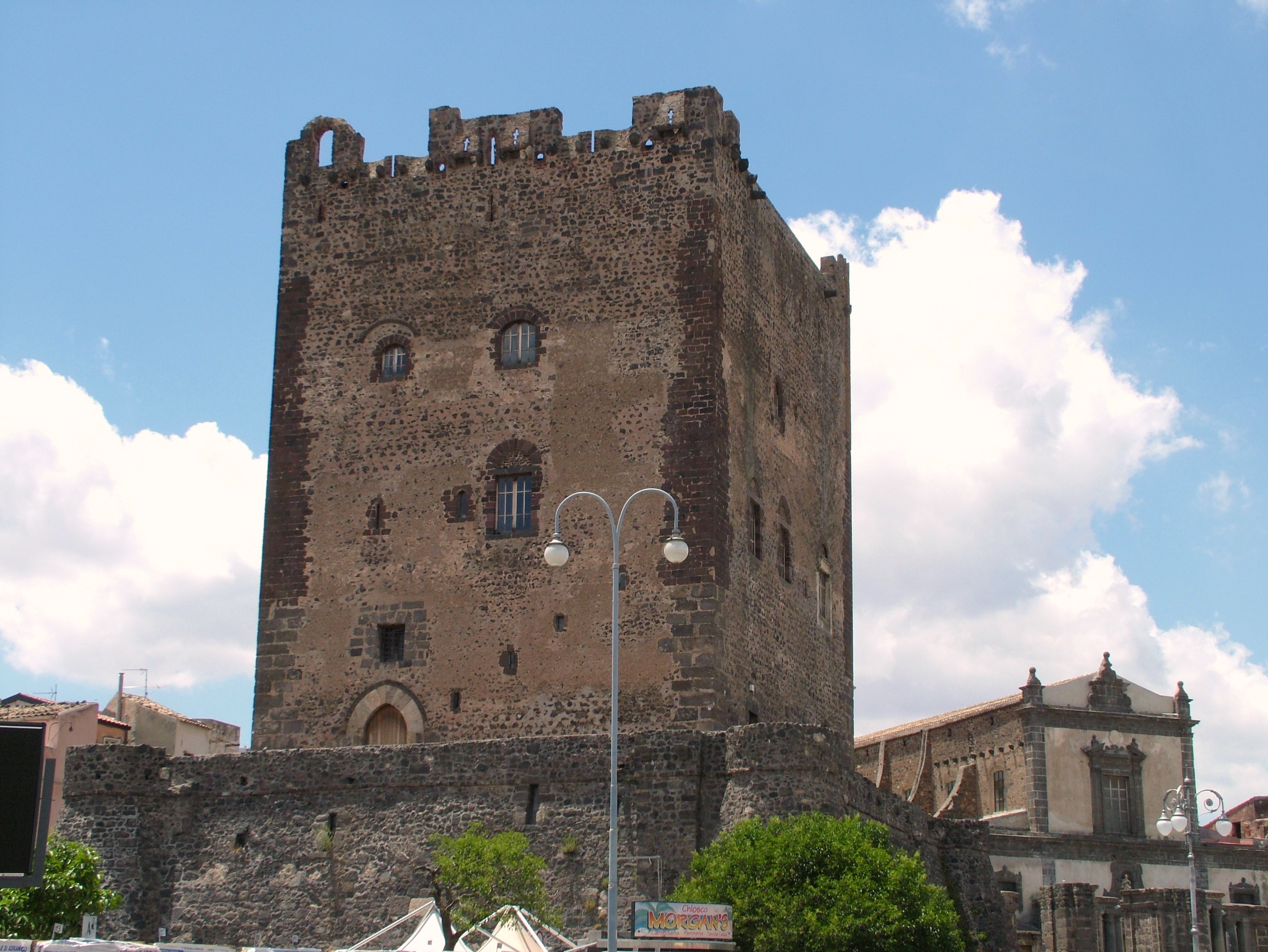
Castello Normanno
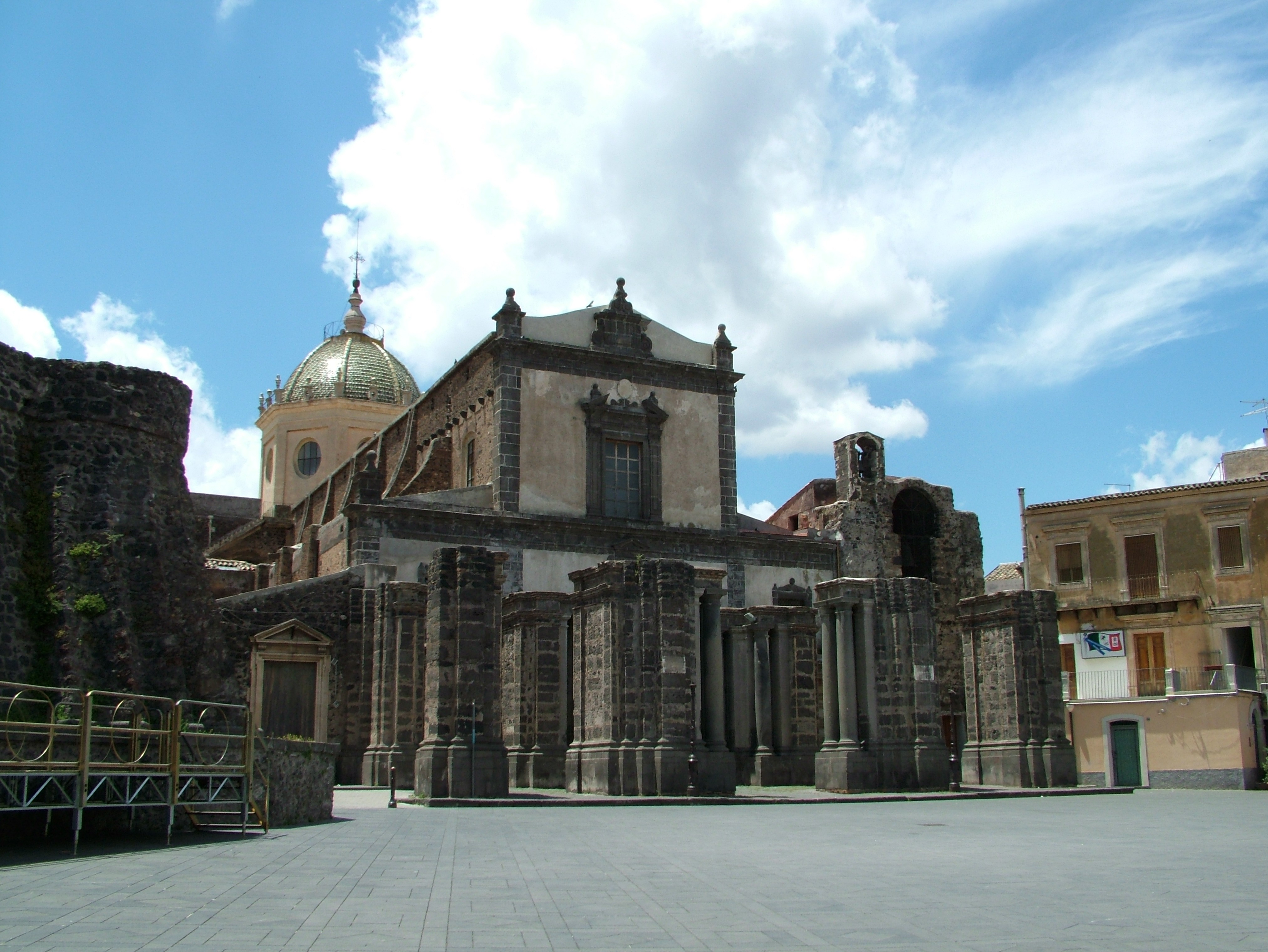
Chiesa Madre
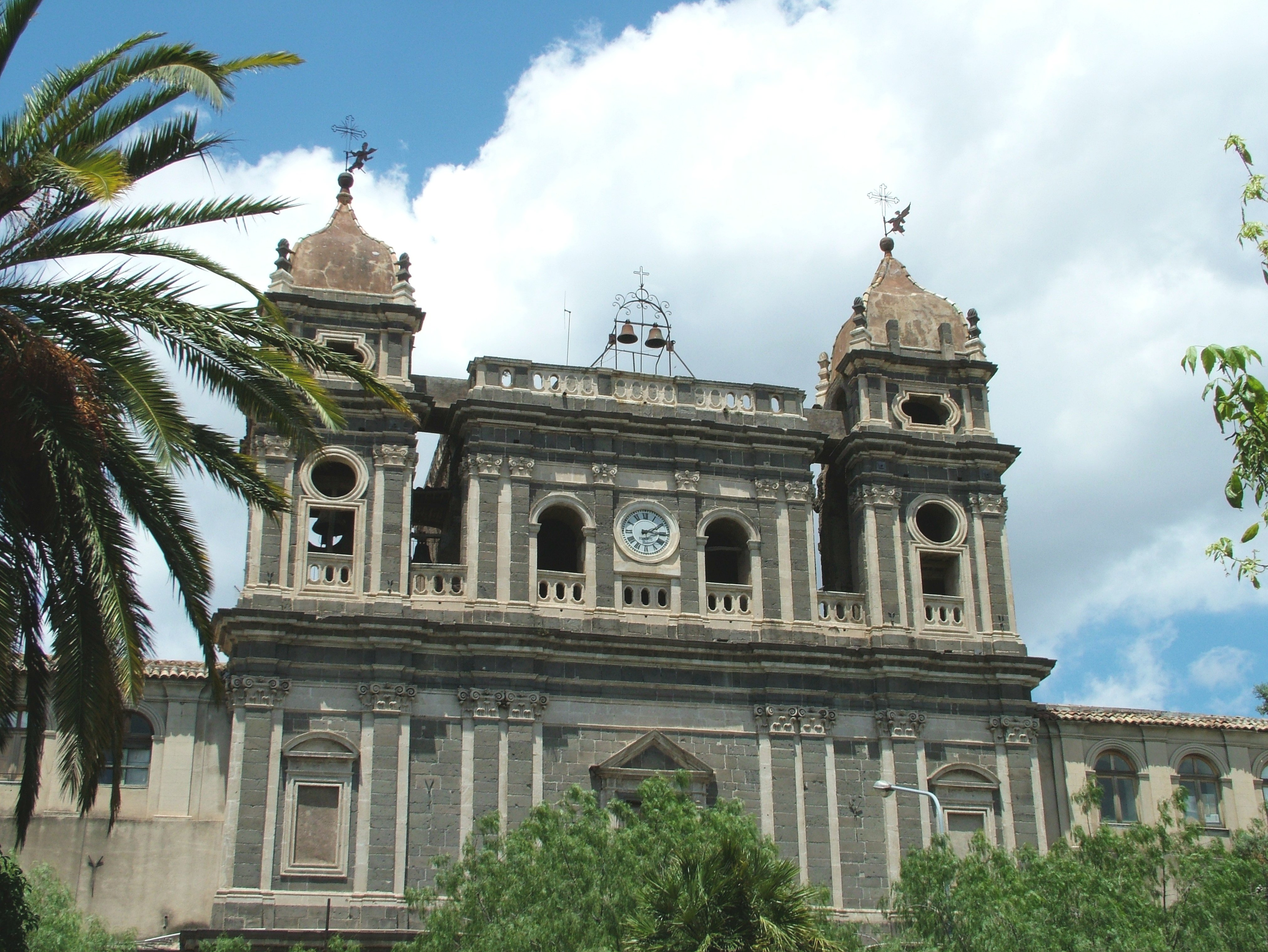
Monastero Santa Lucia
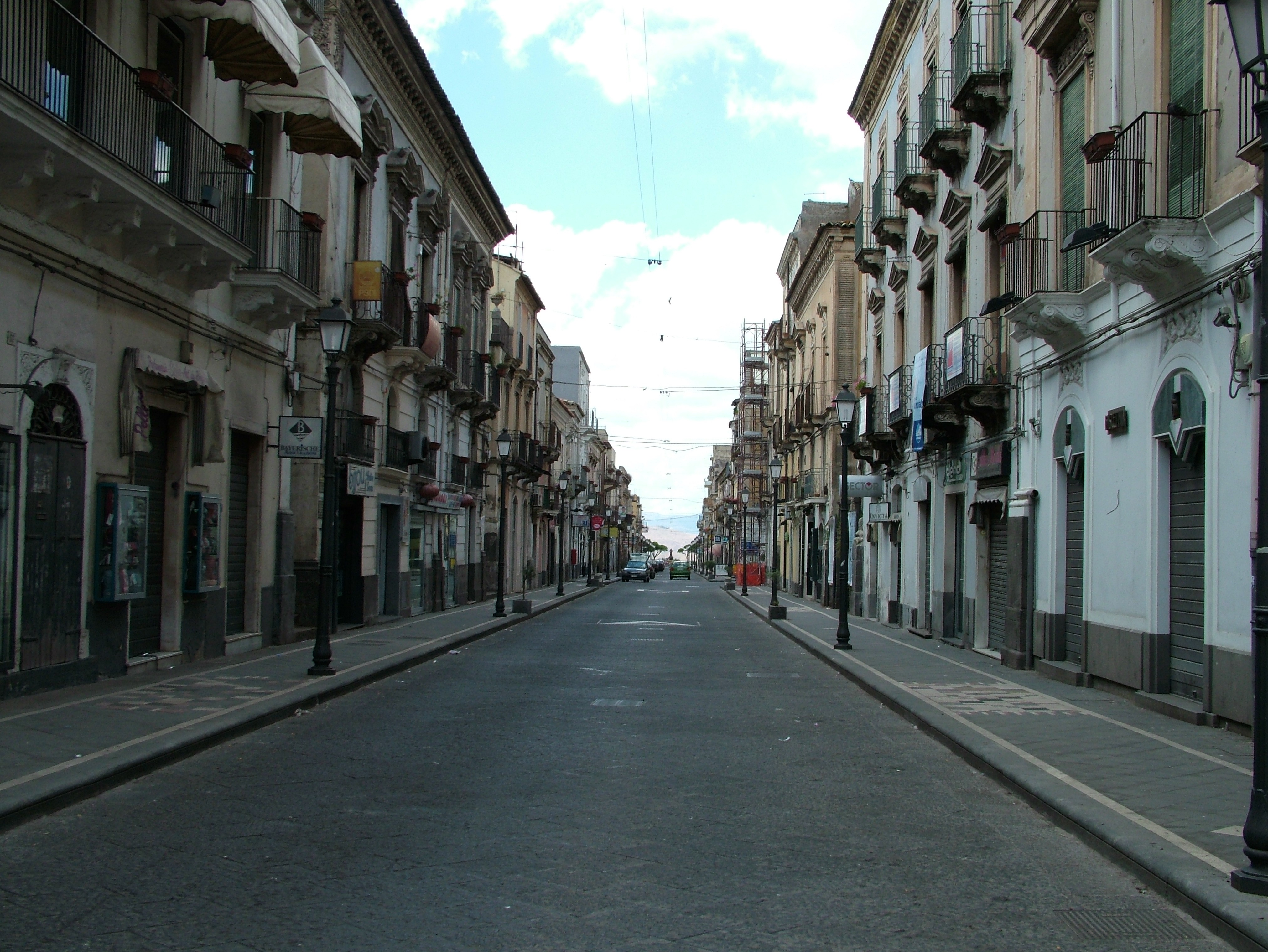
Corso Garibaldi
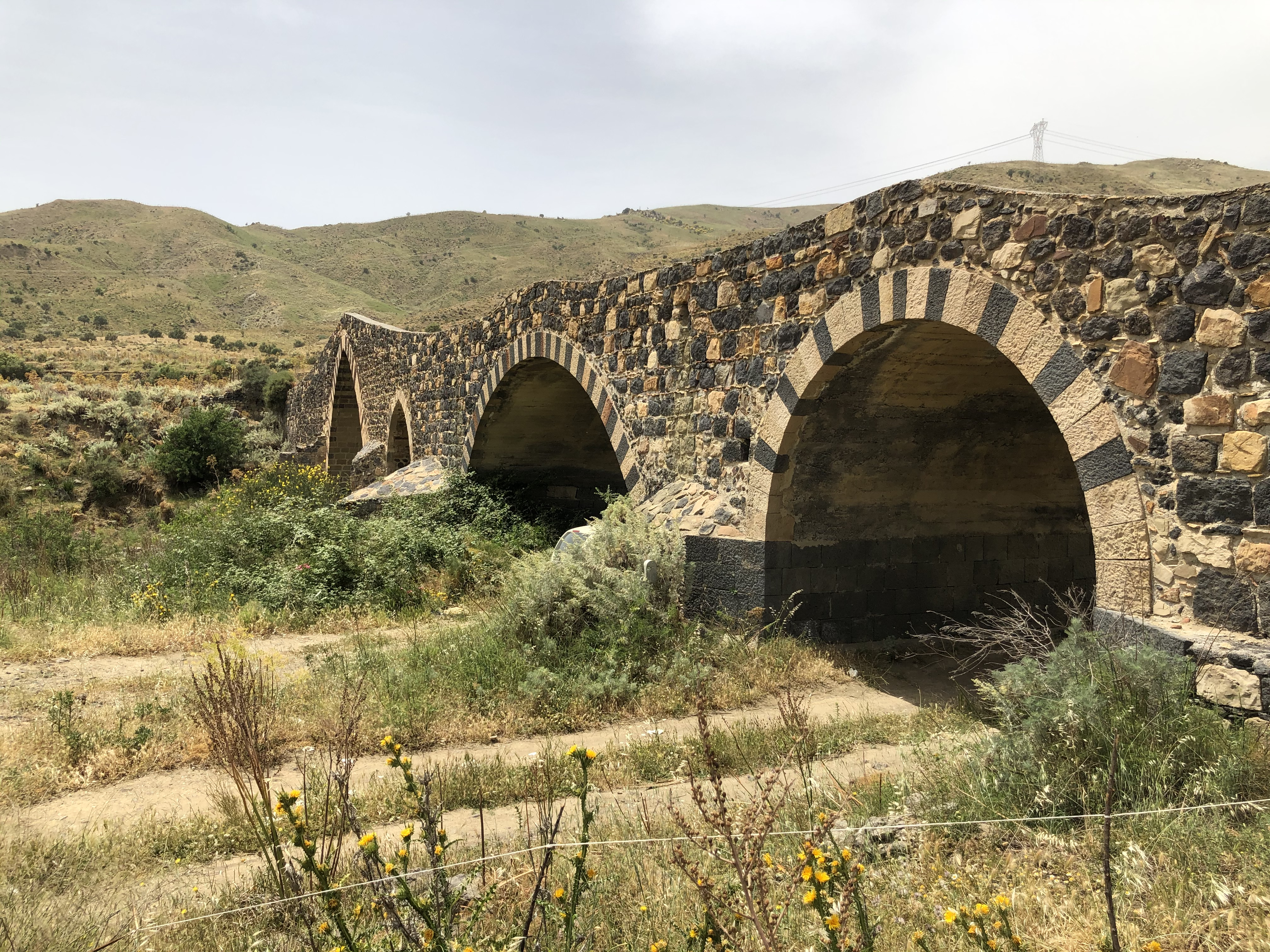
Ponte dei Saraceni